# Loi britannique de 1906 sur l'indemnisation des accidents du travail
 (janvier 2024).
La loi sur l'indemnisation des accidents du travail est votée en 1906 par le Parlement du Royaume-Uni et traite du droit des prolétaires à une indemnisation pour préjudice corporel. Le texte élargit le régime créé par la loi de 1897 sur l'indemnisation des accidents du travail.
Il fixe l'indemnité qu'un salarié peut obtenir d'un patron en cas d'accident donnant au salarié, sauf dans certains cas de « faute grave et volontaire », un droit à l'encontre de son employeur à une certaine indemnité à la simple survenance d'un accident lorsque la loi commune n'accorde ce droit qu'en cas de négligence de l'employeur[pas clair].
Un « salarié » est alors défini comme « toute personne qui conclut ou travaille dans le cadre d'un contrat de service ou d'apprentissage avec un employeur, que ce soit par le biais d'un travail manuel, d'un travail de bureau ou autre, et que le contrat soit explicite ou implicite, oral ou écrit. »
Des exceptions sont faites, notamment les salariés non-manuels employés avec un salaire annuel supérieur à 250 livres, les travailleurs occasionnels employés « autrement que pour les besoins du commerce ou de l'entreprise de leur employeur », les travailleurs à domicile et les travailleurs familiaux. Des exclusions spécifiques sont donc opérées tant en haut qu'en bas de l'échelle du marché du travail.
La loi de 1946 sur l'assurance nationale (accidents du travail) abolit le régime (sauf dans les cas transitoires) et le place sous la responsabilité de l'État.